# جانی گارکو
جانی گارکو (ایتالیایی: Gianni Garko؛ زادهٔ ۱۵ ژوئیهٔ ۱۹۳۵) بازیگر اهل ایتالیا است که از سال ۱۹۵۹ میلادی تاکنون مشغول فعالیت بوده‌است.
از فیلم‌هایی در آن نقش داشته می‌توان به ارادهٔ آنا، هرکول، پونتیوس پیلاطس، ده‌هزار دلار برای یک قتل‌عام، مظنون، مغول‌ها، مارکو ویسکونتی و واترلو اشاره کرد.